# Cultura d'Ancón
La cultura d'Ancón fou una cultura pre-incaica que agafa el nom del jaciment arqueològic situat a la badia d'Ancón al districte d'Ancón al Perú.
Les excavacions les van portar a terme Reiss i Stübel (que van estudiar la necròpolis el 1875) i després Max Uhle (1904) que va estudiar el lloc de les conxes. Dels seus estudis es constata que els estils de ceràmica que es van trobar pertanyen al primer període de la cultura de Chavín. Les excavacions del període Ancón Mitja les va dirigir R. Willey, director del Instite of Andean Research (1941-1951).